# Ustawa o postępowaniu egzekucyjnym w administracji
Ustawa z dnia 17 czerwca 1966 r. o postępowaniu egzekucyjnym w administracji – polska ustawa, uchwalona przez Sejm PRL, regulująca kwestie prawne związane z postępowaniem egzekucyjnym w administracji.
Ustawa określa:
- zasady funkcjonowania Rejestru Należności Publicznoprawnych
- tryb postępowania egzekucyjnego w administracji
- sposoby egzekucji obowiązków o charakterze majątkowym
- sposoby egzekucji obowiązków o charakterze niepieniężnym
- tryb postępowania zabezpieczającego w administracji
- zasady odpowiedzialności za naruszenie przepisów ustawy.

Od 2004 do 2013 r. ustawa regulowała też kwestię pomocy obcemu państwu lub korzystania z jego pomocy przy dochodzeniu należności pieniężnych. Od 2013 r. w tym zakresie obowiązuje ustawa z dnia 11 października 2013 r. o wzajemnej pomocy przy dochodzeniu podatków, należności celnych i innych należności pieniężnych (Dz.U. z 2023 r. poz. 2009).

## Nowelizacje
Ustawę znowelizowano wielokrotnie. Ostatnia zmiana weszła w życie w 2025 roku.